# Мрштик, Алоис
Алоис Мрштик (чеш. Alois Mrštík; 14 октября 1861, Йимрамов, Моравия, Австрийская империя — 24 февраля 1925, Брно, Чехословакия) — чешский писатель и драматург. Представитель чешского реализма в литературе.

## Биография
Родился в семье сапожника. У него было 4 младших брата. Один из них, Вилем Мрштик, был также писателем.
Его отец стремился дать хорошее образование детям, поэтому семья часто переезжала. Когда Алоису было восемь лет, он с родителями переехал в деревню Островачице (Ostrovačice) вблизи города Брно. В 1875 году семья снова переехала, на этот раз в город Брно. В городе Брно Мрштик окончил преподавательский институт. Он работал учителем в начальных школах в различных городах Южной Моравии, но свою педагогическую практику он начал в Словакии.
В 1889 году он стал управляющим школой в поселке Диваки, где он поселился навсегда. Мрштик проживал с супругой Марией в здании школы. У него было два сына — Франтишек и Карел. Здесь он также предоставил дом своему брату Вилему — покончившему в 1912 году жизнь самоубийством. Это событие сильно ударило по Мрштику, заставив его искать причины этого поступка и разбираться с наследством брата.
После 1912 года Алоис почти не писал. До 1920 года он все еще преподавал в школе в городе Диваки, затем ушёл на покой. Иногда он ездил в Прагу, но он чувствовал себя лучше в сельской местности. Алосис Мрштик умер 24 февраля 1925 года в больнице в городе Брно.

## Творчество
Алоис Мрштик писал статьи, которые были опубликованы в различных газетах — «Moravská orlice», (« Моравская орлица»), «Zlatá Praha» («Золотая Прага») или «Národní listy» («Национальная газета»).
В 1907-10 годах братья Мрштики совместно редактировали «Moravskoslezské revue» («Моравско-Силезское Ревю»).
Литературным дебютом Алоиса Мрштика был сборник очерков и рассказов «Dobré duše» («Добрие души»).
Одним из основных моментов его творчества является драма «Maryša», («Мариша»), созданная в сотрудничестве с братом Вилемом. Первоначально Алоис намеревался написать это произведение как роман, но Вилем убедил его создать драму. В сотрудничестве с братом Вилемом была также написана книга «Bavlnkovy ženy a jiné povídky» («Женщины Бавлнки и другие рассказы»).
В своем долговременном пребывании в деревне Диваки, расположенной на границе между регионом Словацко и регионом Гана, Алоис черпал вдохновение для своего самогo большогo девятитомного произведения «Rok na vsi» («Год в деревне») — хроники моравской деревни.
Заслуги Алоиса Мрштика в чешской литературе были поощрены членством в Чешской академии наук и искусств. Полным членом Академии oн был избран 17 июня 1924 года.

## Беллетристические произведения
Dobré duše (рассказы, 1893)
Bavlnkovy ženy a jiné povídky (рассказы, 1897)
Rok na vsi (хроника деревни, 1904)
Povídky a obrázky (1911)
Hore Váhom (сборник рассказов,1919)
Nit stříbrná (сборник рассказов, 1926)

## Пьесы
Maryša (Мариша)
Эта драматическая пьеса принадлежит к вершине чешской реалистической драматургии конца XIX века. Она решающим образом повлияла на пoследующее развитие чешской драматургии. Пьеса была создана на основе реальной истории жизни.
Это драма в пяти действиях. Действие происходит в Моравской деревне. Молодая Мариша не может жить в согласии со своей любовью. Ее любимый Францек происходит из бедной семьи, и ее отец не хочет, чтобы она вышла замуж за него. Францек должен идти на войну, и Марише приходится выйти замуж за старого мельника Вавру, у которого уже трое детей. Но этот брак несчастен. Вавра проводит больше времени в пивной, чем дома, и бьет Маришу. Через два года Францек возвращается и начинает встречаться с Маришей. Он стремится убедить Маришу убежать с ним в город Брно. Мариша отказывается, опасается позора, который она бы навлекла на себя и на всю семью. В конце, Вавра пытается убить Францка. Это событие толкает Маришу на отчаянное действие. Мариша отравляет Вавру, насыпав ему яд в кофе.
Пьеса была настолько успешной, что через несколько лет была издана книга, и на основе этой пьесы был снят фильм.